# محلل تطبيقات
محلل تطبيقات هو الشخص المسئول عن تحليل أنشطة النظم التفاعلية وتوزيع هيكلة تكتلات مظاهر وسائط الاتصال الخاصة وتنظيم بيانات التطبيق، وإرساء تداعيات نظم التشغيل لمعالم القراءة الآلية لأنماط التواصل والاتصال داخل حدود الإطار التنظيمي للتطبيقات، والتي تتيح للمستخدم دور إدارة نظام التشغيل وإحصاء الظواهر الرئيسية للمحتوى على نطاق واسع، بنهج عملي متقن، وأن يكون على دراية مباشرة بعتاد الحاسب ولغات البرمجة .

## الوصف العام
يختص هذا المجال بالمهام المعلوماتية للتقنيات الحديثة داخل المنشآت المتخصصة، وكلما ازدادت تقنية المعلومات تنوعا ازداد تنوع المهن المعلوماتية.

## نشأة مهنة محلل التطبيقات
بدأت مزاولة هذه المهنة في المجتمعات البشرية عندما بدأ عمل الحاسوب في أواخر القرن الماضي للمجتمعات المتقدمة في دول العالم الأول، ثم تطورت استخدامات مهن الحاسوب مع بداية مطلع القرن الحالي لدول العالم الثاني والثالث في شتى المجالات العملية والعلمية خلال ممارسة الحياة اليومية للإنسان، وأخذت تأخذ طابع الانتشار إلى أن أصبحت هذه المهنة منتشرة في جميع أنحاء دول العالم، لخدمة القطاعات المتعددة، كالجمعيات والاتحادات والمنظمات الدولية والإقليمية والمؤسسات والشركات الحكومية العامة والخاصة.

## الواجبات
1. مراقبة أداء مكونات الخادم والوحدة المتكاملة للتطبيق.[1]
2. تقديم الإحصائيات الشاملة لعمليات تطوير تكنولوجيا المعلومات وقياس مستويات رضى المستخدم داخل التطبيق.
3. دعم التطبيقات السحابية وخوادم البيانات لقواعد المعلومات ورصد عمليات البحث من قاعدة البيانات.
4. وضع الفرضيات التدريبية للفريق المشارك بالمهام العملية، وإدراج الدراسات والرسومات لقياس سمات قاعدة البيانات لمراقبة إنتاجية التطبيق.
5. تحديد الذاكرة المستخدمة لسعة القاعدة المركزية لبيانات التطبيق.
6. تجهيز نظم تشغيل أمان خوادم الإنتاج ووضع السياسات لبيئة مراقبة حماية التطبيق.
7. تنفيذ جميع التوجيهات الصادرة من المسئول المباشر.

## الاشتراطات الواجب توفرها في محلل التطبيقات
المؤهل الدراسي والخبرة العملية:
- الحصول على شهادة البكالوريس في مجال التخصص، مع خبرة لا تقل عن خمسة أعوام.

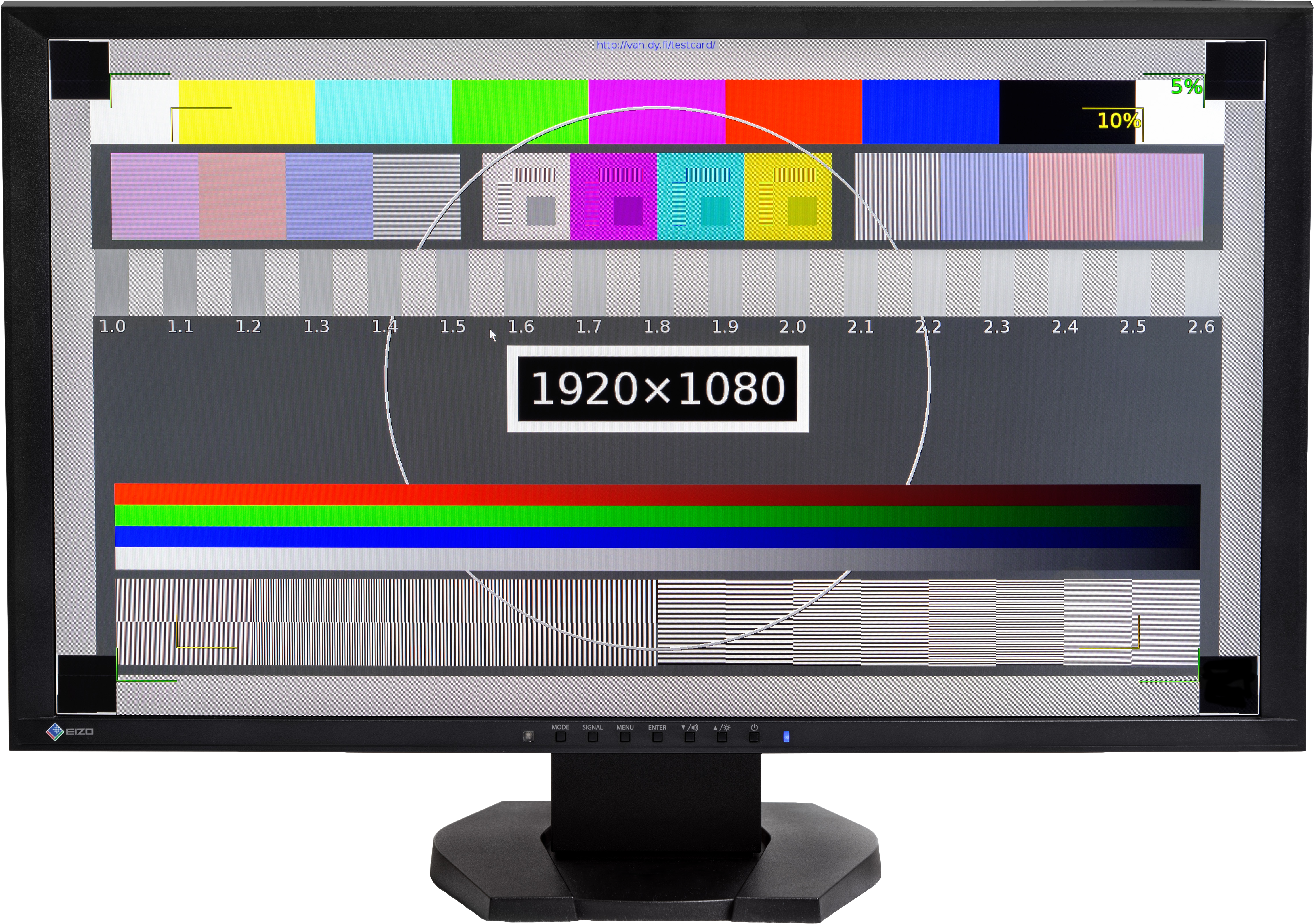

- التمتع بكفاءة عالية في المجال.
- دورات مكثفة في مجال التخصص.

## اللغات
- العربية
- الإنجليزية.

## أدارة مجالات علم نظم المعلومات الإدارية (MIS) لتحليل التطبيقات
- إدارة لغة ترميز تحليل النصوص .
- إدارة خط أمداد المعلومات الحديثة.
- إدارة رصد مراصد البيانات.
- إدارة وحدة تعامل المستفيدين مع النظام.
- إدارة وضع نظام إدارة برامج التطبيقات.
- إدارة أعمال جميع أشكال الأرتباط بالتطبيقات الخارجية والتطبيقات الداخلية .
- إدارة تطبيقات المصادقات الثنائية لأمان عمليات الدخول والخروج من التطبيقات.
- إدارة التحكم الإيكلوجي وتحول أتصال التطبيقات.[3]